# Çò des de Bagergata
Çò des de Bagergata és una casa del poble de Vila al municipi de Vielha e Mijaran (Vall d'Aran) inclosa a l'Inventari del Patrimoni Arquitectònic de Catalunya.

## Descripció
És una casa de planta rectangular, adossada a construccions veïnes, de dues plantes definides per obertures de fusta disposades simètricament, i "humarau" amb una gran llucana de dues fulles i teulada plana en el centre. La coberta és de dos vessants amb llosat de pissarra. La façana principal paral·lela a la "capièra" s'orienta a migdia, i ha estat decorada amb un sòcol que imita la pedra, mentre que la fusta pintada d'un vermell intens crea un viu contrast sobre el fons de l'arrebossat del groc pàl·lid. Damunt de la porta destaca una làpida que duu la inscripció següent ANTONIO AR[R]O//AÑO (la ñ a l'inrevés)//1787. Més amunt, una pedra triangular amb una roseta de quatre pètals inscrita en un cercle, gravada, amb una mena de creu grega en una banda.

## Història
Al segle xix el nucli de la vila tenia 42 cases cobertes de pissarra, i l'interior de fusta. Consta que el llinatge dels Arró és un dels més antics i més prestigiosos de la Val d'Aran. És possible que el nom de la casa tingui a veure amb algú provinent de Bagergue.